# Тугай Керімоглу
Тугай Керімоглу (тур. Tugay Kerimoğlu, нар. 24 серпня 1970, Трабзон) — колишній турецький футболіст, півзахисник.
Насамперед відомий виступами за клуби «Галатасарай» та «Блекберн Роверз», а також національну збірну Туреччини.

## Клубна кар'єра
У дорослому футболі дебютував 1988 року виступами за «Галатасарай», в якому провів дванадцять сезонів, взявши участь у 279 матчах чемпіонату.
З початку 2000 до літа 2001 року захищав кольори шотландського «Рейнджерса».
Влітку 2001 року перейшов до клубу «Блекберн Роверз», за який відіграв 8 сезонів. Більшість часу, проведеного у складі «Блекберн Роверз», був основним гравцем команди. Завершив професійну кар'єру футболіста виступами за команду «Блекберн Роверз» у 2009 році

## Виступи за збірну
1990 року дебютував в офіційних матчах у складі національної збірної Туреччини.
У складі збірної був учасником чемпіонату Європи 1996 року в Англії, чемпіонату Європи 2000 року у Бельгії та Нідерландах і чемпіонату світу 2002 року в Японії та Південній Кореї, на якому команда здобула бронзові нагороди.
2003 року, після того, як Туреччина не змогла кваліфікуватися на Євро-2004, Тугай пішов зі збірної і лише 2007 повернувся і зіграв ще два матчі.
Всього протягом кар'єри у національній команді, яка тривала з перервами 15 років, провів у формі головної команди країни 94 матчі, забивши 2 голи.

## Статистика

### Клубна
| Клуб              | Сезон   | Ліга | Ліга  | Кубок | Кубок | Кубок ліги | Кубок ліги | Єврокубки | Єврокубки | Всього | Всього |
| Клуб              | Сезон   | Ігор | Голів | Ігор  | Голів | Ігор       | Голів      | Ігор      | Голів     | Ігор   | Голів  |
| ----------------- | ------- | ---- | ----- | ----- | ----- | ---------- | ---------- | --------- | --------- | ------ | ------ |
| «Галатасарай»     | 1987–88 | 4    | 0     | 2     | 0     | 1          | 0          | -         | -         | 7      | 0      |
| «Галатасарай»     | 1988–89 | 16   | 0     | 4     | 0     | 3          | 0          | 1         | 0         | 24     | 0      |
| «Галатасарай»     | 1989–90 | 23   | 0     | 1     | 0     | 2          | 0          | 2         | 0         | 28     | 0      |
| «Галатасарай»     | 1990–91 | 12   | 0     | 2     | 1     | 3          | 0          | -         | -         | 17     | 1      |
| «Галатасарай»     | 1991–92 | 26   | 3     | 2     | 1     | 2          | 0          | -         | -         | 30     | 4      |
| «Галатасарай»     | 1992–93 | 25   | 6     | 6     | 1     | 3          | 0          | 5         | 0         | 39     | 7      |
| «Галатасарай»     | 1993–94 | 25   | 12    | 5     | 0     | 3          | 0          | 10        | 0         | 43     | 12     |
| «Галатасарай»     | 1994–95 | 23   | 1     | 6     | 2     | 3          | 0          | 7         | 0         | 39     | 3      |
| «Галатасарай»     | 1995–96 | 30   | 3     | 6     | 0     | 3          | 0          | 2         | 0         | 41     | 3      |
| «Галатасарай»     | 1996–97 | 33   | 4     | 1     | 0     | 1          | 0          | -         | -         | 35     | 4      |
| «Галатасарай»     | 1997–98 | 30   | 2     | 7     | 1     | 3          | 0          | 8         | 2         | 48     | 5      |
| «Галатасарай»     | 1998–99 | 22   | 2     | 7     | 0     | 1          | 0          | 5         | 0         | 34     | 2      |
| «Галатасарай»     | 1999–00 | 10   | 1     | 1     | 0     | -          | -          | 5         | 1         | 16     | 2      |
| «Галатасарай»     | Всього  | 279  | 34    | 50    | 6     | 28         | 0          | 45        | 3         | 402    | 43     |
| «Рейнджерс»       | 1999–00 | 16   | 1     | -     | -     | -          | -          | -         | -         | 16     | 1      |
| «Рейнджерс»       | 2000–01 | 26   | 3     | -     | -     | -          | -          | 7         | 0         | 33     | 3      |
| «Рейнджерс»       | Всього  | 42   | 4     | 0     | 0     | 0          | 0          | 7         | 0         | 49     | 4      |
| «Блекберн Роверз» | 2001–02 | 33   | 3     | -     | -     | -          | -          | 0         | 0         | 33     | 3      |
| «Блекберн Роверз» | 2002–03 | 37   | 1     | -     | -     | -          | -          | 4         | 0         | 41     | 1      |
| «Блекберн Роверз» | 2003–04 | 36   | 2     | -     | -     | -          | -          | 2         | 0         | 38     | 2      |
| «Блекберн Роверз» | 2004–05 | 21   | 0     | -     | -     | -          | -          | 0         | 0         | 21     | 0      |
| «Блекберн Роверз» | 2005–06 | 27   | 1     | -     | -     | -          | -          | 0         | 0         | 27     | 1      |
| «Блекберн Роверз» | 2006–07 | 30   | 1     | -     | -     | -          | -          | 7         | 1         | 37     | 2      |
| «Блекберн Роверз» | 2007–08 | 20   | 2     | -     | -     | -          | -          | 5         | 0         | 25     | 2      |
| «Блекберн Роверз» | 2008–09 | 29   | 1     | -     | -     | -          | -          | 0         | 0         | 29     | 1      |
| «Блекберн Роверз» | Всього  | 233  | 11    | 0     | 0     | 0          | 0          | 18        | 1         | 251    | 12     |
| Загалом           | Загалом | 554  | 49    | 50    | 6     | 28         | 0          | 70        | 4         | 702    | 59     |

### Збірна
| Збірна Туреччини | Збірна Туреччини | Збірна Туреччини |
| Роки             | Ігри             | Голи             |
| ---------------- | ---------------- | ---------------- |
| 1990             | 3                | 0                |
| 1991             | 6                | 0                |
| 1992             | 6                | 0                |
| 1993             | 5                | 0                |
| 1994             | 3                | 0                |
| 1995             | 8                | 0                |
| 1996             | 10               | 2                |
| 1997             | 3                | 0                |
| 1998             | 3                | 0                |
| 1999             | 5                | 0                |
| 2000             | 4                | 0                |
| 2001             | 6                | 0                |
| 2002             | 16               | 0                |
| 2003             | 11               | 0                |
| 2004             | 0                | 0                |
| 2005             | 0                | 0                |
| 2006             | 0                | 0                |
| 2007             | 2                | 0                |
| Всього           | 91               | 2                |

## Досягнення
- Чемпіон Туреччини (6): 1988, 1993, 1994, 1997, 1998, 1999
- Володар Кубка Туреччини (4): 1991, 1993, 1996, 1999
- Володар Суперкубка Туреччини (5): 1988, 1991, 1993, 1996, 1997
- Переможець Середземноморських ігор: 1993
- Чемпіон Шотландії (1): 2000
- Володар Кубка Шотландії (1): 2000
- Володар Кубка англійської ліги (1): 2002
- Бронзовий призер чемпіонату світу: 2002